# 小林重順
小林 重順（こばやし しげのぶ、1925年10月10日 - 2010年5月9日）は、デザイン研究者。　
愛媛県今治市に生まれる。旧制広島工業専門学校電気工学科（現広島大学）を卒業後、早稲田大学第二文学部、同大学院で心理学を修了。東洋美術学校、武蔵工業大学講師などを経て、1966年、（株）日本カラーデザイン研究所を創設、代表取締役に就任。1973年以降1997年迄、国際色彩学会で研究発表、国内外の色彩研究者と広く交流を重ねる。1978年、カラーイメージスケール特許公開、1982年、特許認可。論文発表、講演活動、執筆などを通じ、色の見方や配色テクニック、カラーイメージスケールの啓蒙、普及に努める。 2002年日本色彩学会名誉会員に推挙。同年中国、南開大学名誉客員教授に就任。2005年ＮＣＤの会長に就任。
2010年5月9日、逝去。（享年85歳）

## 著書
- 『中学生の心理学』門書店 中学生文庫 1960
- 『建築心理入門』彰国社 1961
- 『デザイン心理入門』誠信書房 1963
- 『センスのよくなる本 すぐ応用がきくくらしの美学』講談社ミリオン・ブックス 1964
- 『広告伝達の記号計画 媒体別デザイン心理学』久保田宣伝研究所 宣伝会議ユニークブックス 1965
- 『デザインのための色彩心理学』誠信書房 1965
- 『幼児画の心理』鳳山社 1965
- 『日本人の心と色』講談社 1974
- 『配色センスの開発』ダヴィッド社 1976
- 『建築デザイン心理学 発想のトレーニング』彰国社 1977
- 『美的センス入門 あなたのライフ・スタイルを洗練させる』講談社 1977
- 『造形構成の心理』ダヴィッド社 1978
- 『環境デザイン心理学 イメージ・プランニングのみかた』彰国社 1982
- 『イメージ戦略 CI&TQC時代の発想法』鳳山社 1984
- 『マーケティング最先端色彩戦略 感性化時代の商品づくりノウハウ』日本能率協会 1985
- 『カラーイメージスケール』日本カラーデザイン研究所編 講談社 1990
- 『景観の色とイメージ』ダヴィッド社 1994
- 『配色イメージワーク』日本カラーデザイン研究所編 講談社 1995
- 『カラーリスト 色彩心理ハンドブック』日本カラーデザイン研究所編 講談社 1997
- 『配色センスの新開発 色彩情報処理のノウハウ』ダヴィッド社 1997
- 『カラーシステム』日本カラーデザイン研究所編 講談社 1999
- 『実践カラーデザイン』日本カラーデザイン研究所編 講談社 2000

### 共編著
- 『造形と心理 現代美術の方法と批評』井手則雄共著 弘文堂 1958
- 『レディ・センス 魅力のひみつ』原田八重共著 鳳山社 1966
- 『インテリア・デザインの心理』室田理子共著 明現社 1972
- 『応用色彩心理』道江義頼共著 誠信書房 1975
- 『カラー・イメージ感覚』日本カラーデザイン研究所共編・著 講談社 1986
- 『新・カラーイメージ事典』日本カラーデザイン研究所共編・著 講談社 1993
- 『色感素養 カラー&イメージトレーニング100のポイント』編 ダヴィッド社 1995

## 注
1. ↑  『実践カラーデザイン』著者紹介には愛媛県とあり、『現代日本人名録』2002年には長野県とある。